# Habenaria excelsa
Habenaria excelsa är en orkidéart som beskrevs av Sarah Thomas och Phillip James Cribb. Habenaria excelsa ingår i släktet Habenaria och familjen orkidéer. Inga underarter finns listade i Catalogue of Life.